# Nyazeelandspökuggla
Nyazeelandspökuggla (Ninox novaeseelandiae) är en fågel i familjen ugglor inom ordningen ugglefåglar.

## Utseende och läte
Nyazeelandspökuggla är en rätt liten uggla. Den skiljs från minervauggla som är införd till Nya Zeeland på mörkare färger, större huvud och längre stjärt. Lätet är ett distinkt tvåtonigt hoande som återges som "more-pork". Andra läten är monotona "more" eller stigande "quee" som ofta avges under jakt.

## Systematik och utbredning
Nyazeelandspökugglan delas numera vanligen in i tre underarter, varav en är utdöd:
- † N. n. albaria – utdöd underart som levde på Lord Howeön
- N. n. undulata – förekommer på Norfolkön
- N. n. novaeseelandiae – förekommer på Nya Zeeland och närliggande öar

Fram tills nyligen inkluderades tasmanspökuggla (N. leucopsis) i arten. Tidigare har den även inkluderat australisk spökuggla (N. boobook).

## Levnadssätt
Nyazeelandspökugglan är vida spridd i skogsområden, med både ursprunglig och införd växtlighet. Den är ovanligare i torrare östra delar av Nya Zeeland. Fågeln är  nattlevande och vilar dagtid i tät vegetation, framför allt i trädormbunkar.

## Status
Arten har ett stort utbredningsområde och beståndet anses stabilt. Internationella naturvårdsunionen IUCN listar den därför som livskraftig (LC).